# Закин, Дов
Дов Закин (1922, Барановичи — 4 сентября 1986, Израиль) — израильский общественный деятель. Депутат кнессета 7-го, 8-го и 10-го созывов.

## Биография
Родился в Барановичах. В 1937 эмигрировал в Эрец-Исраэль. После окончания учёбы в молодёжной деревне Бен-Шемен в 1940, был среди основателей кибуца Лахавот-ха-Башан.
Изучал политологию и экономику в Тель-Авивском университете. В 1946 основал отделение «Брит поалей Эрец-Исраэль» в Вади Ара.
Был членом «Ха-шомер ха-цаир» (посланник в США в 1950, 1952, 1963) и МАПАМ. В 1959—1961 служил в качестве секретаря «Тнуат ха-шалом» и был членом секретариата и центра МАПАМ. Депутат кнессета 7-го (1969—1974), 8-го (1974—1977) и 10-го (1981—1984) созывов от партии «Маарах».